# 细棕竹
细棕竹（学名：Rhapis gracilis）为棕榈科棕竹属下的一个种。其种加词来源于拉丁文“gracilis”，意为“细长的”。